# 4. oklepni korpus (Kopenska vojska ZDA)
Za druge 4. korpuse glejte 4. korpus.
4. oklepni korpus (izvirno angleško IV Armored Corps) je bil oklepni korpus Kopenske vojske Združenih držav Amerike.